# Смиляна
Смиля́на — славянское женское имя сербского происхождения. Распространено в Сербии, Черногории, Хорватии, Боснии. Образовано от сербского названия цветка Бессмертник (серб. Смиље).